# Esatanas chan
Esatanas chan là một loài ruồi trong họ Asilidae. Esatanas chan được Engel miêu tả năm 1934. Loài này phân bố ở vùng Cổ Bắc giới và châu Á.